# Raymond de Treuil
Raymond de Treuil (mort en 1486) est un ecclésiastique qui fut évêque de Bazas de 1457 à 1485.

## Biographie
Raymond de Treuil est différent de son  quasi homonyme Raymond du Treuil qui se nommait en réalité Tulli. Il siège comme est évêque en 1460,  1463 et 1472. En 1463, il semble qu'il doit faire face à un compétiteur nommé Guillaume qui lui est peut-être opposé par le Saint-Siège.
Il semble avoir résigné son évêché en 1485 en faveur de Jean de Bonald. Il fait son testament le 21 mai 1486 en léguant de vastes biens à son diocèse.